# Philippe Christanval
Philippe Charles Lucien Christanval (Párizs, 1978. augusztus 31. –) francia válogatott  labdarúgó.
A francia válogatott tagjaként részt vett a 2002-es világbajnokságon.

## Sikerei, díjai
Monaco
- Francia bajnok (1): 1999–00
- Francia szuperkupagyőztes (1): 2000

Marseille
- UEFA-kupa döntős (1): 2003–04